# Albiasu
Albiasu est une commune située dans la municipalité de Larraun de la communauté forale de Navarre, dans le Nord de l’Espagne.
Cette commune se situe dans la zone bascophone de la Navarre. Elle est située dans la mérindade de Pampelune, à 37km de Pampelune. Sa population en 2020 était de 15 habitants.

## Géographie
La commune d'Albiasu est située dans la partie ouest de la municipalité de Larraun, au nord-ouest du Massif d'Aralar, à 617 mètres d'altitude. Sa superficie est de 3,35km². La commune est limitrophe, au nord, de la commune de Lezaeta, au sud, de celle de Baraibar, à l'est, de la commune de Lekunberri, et à l'ouest, de la commune d'Errazkin.
| Eraso           | Lezaeta  | Azpirotz   |
| Errazkin        | Albiasu  | Lekunberri |
| Massif d'Aralar | Baraibar | Iribas     |

## Population
| 2000 | 2001 | 2006 | 2007 | 2008 | 2009 | 2010 | 2011 | 2014 |
| ---- | ---- | ---- | ---- | ---- | ---- | ---- | ---- | ---- |
| 27   | 28   | 27   | 28   | 25   | 24   | 22   | 20   | 18   |

| 2015 | 2016 | 2019 | 2020 | - | - | - | - | - |
| ---- | ---- | ---- | ---- | - | - | - | - | - |
| 19   | 17   | 18   | 15   | - | - | - | - | - |